# Laurel Park (Virginie)
 (mars 2025).
Laurel Park est une census-designated place située dans le comté de Henry, dans l’État de Virginie, aux États-Unis. Lors du recensement de 2020, elle comptait 657 habitants.